# Flughafen Lae Nadzab

i8
i11
i13
Der Lae Nadzab Airport (IATA-Code: LAE, ICAO-Code: AYNZ) ist der Regionalflughafen der Stadt Lae in Papua-Neuguinea und liegt nahe dem Ort Nadzab.

## Alter Flughafen
Der frühere Flughafen von Lae lag direkt in der Stadtmitte am Meer und wurde wegen fehlender Erweiterbarkeit (die Start- und Landebahn war ca. 1200 Meter lang und die Bebauung sehr nah an den Flughafen herangekommen) zu Gunsten des jetzigen Flughafen aufgelassen. Einer der Rollwege wurde zu einer breiten Straße ausgebaut, die restlichen Rollwege fast vollständig abgerissen, lediglich der Großteil der alten Landebahn blieb ebenso wie Teile des alten Vorfeldes erhalten und dienen bisher keiner neuen Funktion.

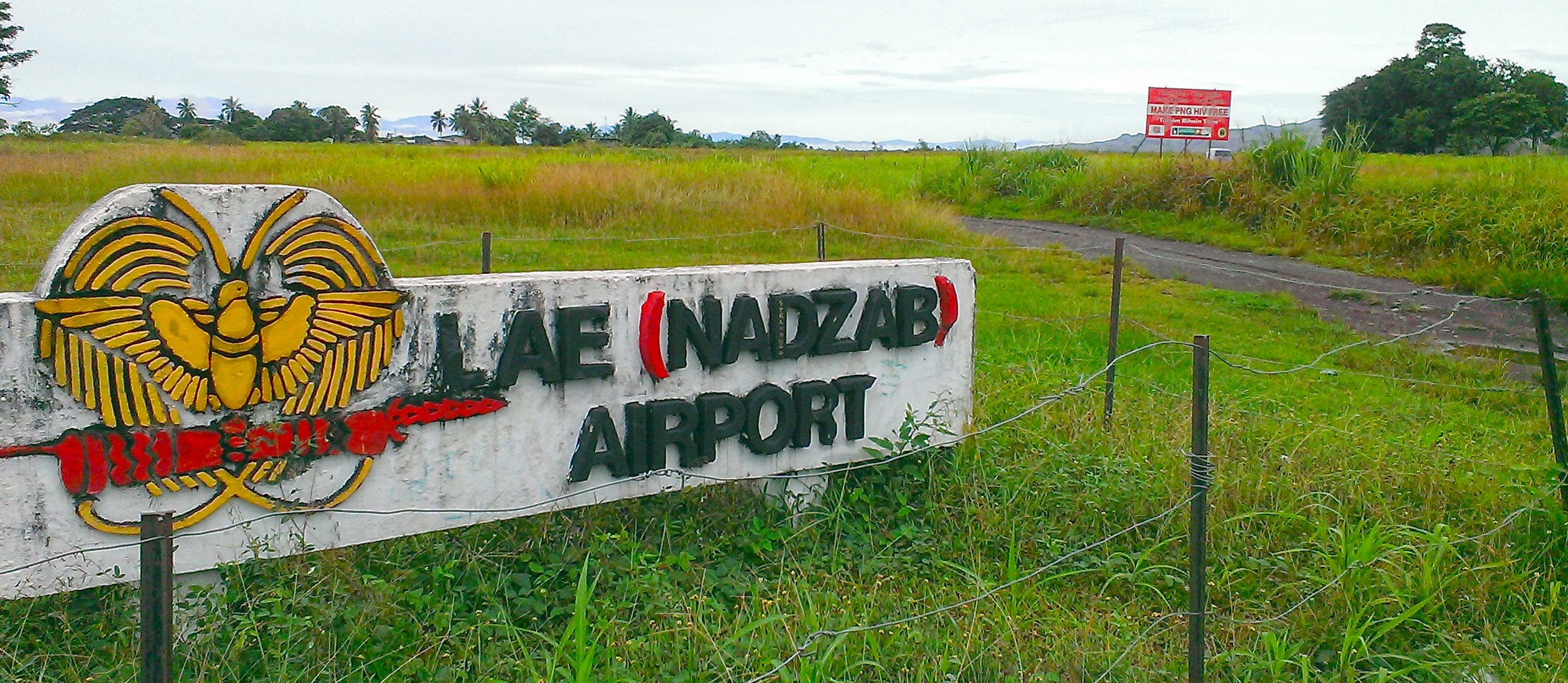
Schild zum Flughafen